# Capital Punishment (album)
Capital Punishment is het eerste en tevens ook laatste studioalbum van Big Pun dat voor zijn dood uitbracht is. Big Pun is een rapper van Amerikaanse & Puerto Ricaanse origine.

## Kritieken
Capital Punishment piekte op een 5de plaats in de Billboard 200 en stond twee weken op de eerste plaats in de Top R&B/Hiphop Charts van Billboard. Hoewel Pun's debuutalbum direct genomineerd werd voor een Grammy in de categorie 'Best Rap Album', moest hij deze titel laten aan Jay-Z.
Het album ontving 4 sterren van Q magazine, Allmusic, Rolling Stone & The Source.

## Tracklist
| #  | Titel                          | Gastbijdrages                                   | Producenten               | Duur | Samples |
| -- | ------------------------------ | ----------------------------------------------- | ------------------------- | ---- | --- |
| 1  | Intro                          |                                                 |                           | 0:33 | - Uit de film Fresh |
| 2  | Beware                         | Fat Joe                                         | JuJu                      | 3:15 | - "Shook Ones Pt. I (Original Version)" van Mobb Deep - "Theme for Loser" van Henry Mancini |
| 3  | Super Lyrical                  | Black Thought                                   | Rockwilder                | 3:28 | - "One More Chance (Remix)" van The Notorious B.I.G. - "It's Logic" van Canibus - Ivan Drago in "Rocky IV"                                                                                         |
| 4  | Taster’s Choice (Skit)         |                                                 |                           | 1:20 | |
| 5  | Still Not a Player             | Joe                                             | Knobody en Dahoud & Nomad | 3:56 | - "A Little Bit of Love" van Brenda Russell - "Don't Wanna Be a Player" van Joe |
| 6  | Intermission                   |                                                 | Mike Zulu                 | 0:21 | |
| 7  | The Dream Shatterer            |                                                 | Domingo                   | 3:33 | - "Ride of the Valkyries" van Richard Wagner |
| 8  | Punish Me                      | Miss Jones                                      | Franky "Nitty" Pimentel   | 4:15 | |
| 9  | Pakinamac Pt. 1 (Skit)         |                                                 |                           | 1:35 | |
| 10 | You Ain’t a Killer             |                                                 | Younglord                 | 4:14 | - "With a Child’s Heart" van Michael Jackson - "Summertime Madness" van Kool & The Gang |
| 11 | Pakinamac Pt. 2 (Skit)         |                                                 |                           | 0:57 | |
| 12 | Caribbean Connection           | Wyclef Jean                                     | Younglord                 | 3:24 | - "Ready or Not" van Johnny Osbourne |
| 13 | Glamour Life                   | Cuban Link, Triple Seis, Fat Joe van Armaggedon | L.E.S.                    | 4:43 | - "The World Is A Ghetto" van George Benson |
| 14 | Capital Punishment             | Prospect                                        | The Infinite Arkatechz    | 4:20 | |
| 15 | Uncensored (Skit)              | Funkmaster Flex                                 |                           | 2:12 | |
| 16 | I’m Not a Player               |                                                 | Minnesota                 | 3:41 | - "Brazilian Rhyme (Interlude)" van Earth, Wind and Fire - "Darlin' Darlin' Baby (Sweet Tender Love)" van The O’Jays - "Darlin' Darlin' Baby" van Steve Khan                                       |
| 17 | Twinz (Deep Cover 98)          | Fat Joe                                         | Dr. Dre                   | 3:49 | - "Deep Cover" van Dr. Dre |
| 18 | The Rain & The Sun (Interlude) | Dead Prez                                       | Dead Prez                 | 1:49 | |
| 19 | Boomerang                      |                                                 | V.I.C.                    | 3:35 | - "Le Bracelet" van Alain Goraguer |
| 20 | You Came Up                    | Noreaga                                         | Rockwilder                | 3:54 | - "Don't Ask Me" van Ramon Morris |
| 21 | Tres Leches (Triboro Trilogy)  | Prodigy en Inspectah Deck                       | RZA                       | 4:19 | - "Las Vegas Tango" van Gary Burton - "I Ain't No Joke" van Eric B. & Rakim - "Start of Your Ending (41st Side)" van Mobb Deep - "Method Man" van Wu-Tang Clan - "Guillotine (Swordz)" van Raekwon |
| 22 | Charlie Rock Shout             |                                                 |                           | 0:26 | |
| 23 | Fast Money                     |                                                 | Danny Q en EQ             | 3:48 | |
| 24 | Parental Discretion            | Busta Rhymes                                    | Showbiz                   | 4:33 | - "Hydra" van Grover Washington, Jr. |

## Singles
| Year | Song                 | Hot 100 | Hot R&B/Hip-Hop Singles & Tracks | Hot Rap Singles | Rhythmic Top 40 | Hot Dance Music/Maxi-Singles Sales |
| ---- | -------------------- | ------- | -------------------------------- | --------------- | --------------- | ---------------------------------- |
| 1997 | "I'm Not a Player"   | 57      | 19                               | 3               | -               | 7                                  |
| 1998 | "Still Not a Player" | 24      | 6                                | 13              | 5               | 1                                  |
| 1998 | "You Came Up"        | -       | 49                               | 43              | -               | -                                  |